# Vireo flavoviridis
Vireo flavoviridis — вид воробьинообразных птиц из семейства виреоновых.

## Распространение
Перелётные птицы. Северная часть ареала, где представители вида размножаются, простирается от южной части Техаса на территории США через горы на севере Мексики до центральной части Панамы. Зимуют в северной и восточной части Анд, а также на западе Амазонии.

## Описание
Длина тела 14-14.7 см, вес 18.5 г. Верхняя часть тела оливково-зелёная. Некоторые особи трудно отличимы от красноглазых виреонов даже если взять их в руки.

## Биология
Питаются насекомыми и мелкими фруктами, например, ягодами омелы, а также, в зимней части ареала, плоды Cymbopetalum mayanum и Bursera simaruba. В нормальной кладке 2-3 яйца. Насиживает их самка в одиночку, однако затем самец помогает ей кормить птенцов.
МСОП присвоил виду охранный статус LC.